# حزب کار ایران (توفان)
حزب کار ایران (توفان)، حزبی کمونیست، مارکسیست-لنینیست، خوجه‌ایست و طرفدار سرنگونی نظام جمهوری اسلامی است. در سال ۱۳۴۶ (خورشیدی) و پس از بروز اختلاف میان کمونیست‌ها در زمان رهبری نیکیتا خروشچف در شوروی، سازمان مارکسیستی لنینیستی توفان از حزب توده جدا شد. پس از چندین بار تجدید سازماندهی نهایتاً در ۱۳۷۳ (خورشیدی) حزب کار ایران (توفان) به وجود آمد.
این حزب طرفدار استالین است اما خود را استالینیست نمی‌داند و با نفس چنین اصطلاحی مخالف است. مثل سایر احزاب اپوزیسیون جمهوری اسلامی ایران، مرکزیت این حزب در خارج کشور است. نشانی حزب در کشور آلمان است. ارگان حزب کار ایران (توفان) نشریهٔ توفان است. این حزب عضوی از کنفرانس بین‌المللی احزاب و سازمان‌های مارکسیست لنینیست (اتحاد و مبارزه) است.

## مواضع مختلف

### تاریخ شوروی
این حزب در جمع‌بندی از تاریخ شوروی، نظام شوروی را تا پایان زندگی استالین قبول دارد و بعد از آن ظهور خروشچف را ظهور ریویزیونیسم در شوروی می‌داند. استالین از مهم‌ترین چهره‌های شکل دهندهٔ افکار این حزب است.

### مبارزهٔ چریکی
این حزب مبارزهٔ چریکی، کاستروئیسم و گوارائیسم را «انحراف چپ» نامیده و با آن مخالف است و آن را حرکتی ناشی از عدم اعتماد به طبقه کارگر می‌داند.

## شعارها
برخی از شعارهای حزب کار ایران به این صورت هستند. مشخص است که بعضی از این شعارها در مقطعی خاص و برای پاسخ به مسئله‌ای خاص اتخاذ شده‌اند.
- به حزب طبقه کارگر ایران بپیوندید
- سرنگون باد رژیم سرمایه‌داری جمهوری اسلامی ایران
- پشتیبانی از اشغال عراق و ارتش اشغالگر حمایت از استعمار است
- ما خواهان خروج بی قید و شرط امپریالیست آمریکا از کشور عراق هستیم
- مبارزه ما با تروریسم از مبارزه با امپریالیسم جدا نیست
- تبلیغات امپریالیست‌ها محصول ماشین جعلیات آن‌هاست
- زنده باد مارکسیسم-لنینیسم
- جنایات رهبران صهیونیسم در فلسطین جنایت علیه بشریت است
- سازمان‌های سلطنت طلب نوکران امپریالیست آمریکا هستند
- چاره رنجبران وحدت و تشکیلات است
- پیروزی مبارزه ملی مشروط به تأمین سرکردگی طبقه کارگر است

## اتحاد با سازمان مارکسیست-لنینیست توفان-راه آینده
در روز ۱ مه ۲۰۱۴ (۱۱ اردیبهشت ۱۳۹۳) حزب کار ایران (توفان) و سازمان مارکسیست-لنینیست توفان-راه آینده با انتشار بیانیه‌ای از اتحاد ایدئولوژیک، سیاسی و سازمانی خود با یکدیگر بر مبنای برنامه و اساس‌نامهٔ حزب کار ایران (توفان) خبر دادند.